# Sin (álbum)
Sin é o quinto álbum de estúdio do Mother Superior, uma banda estadunidense de Blues rock, e o primeiro álbum deles a ser produzido por Wayne Kramer, do MC5.
| Críticas profissionais                                                      | Críticas profissionais |
| Avaliações da crítica                                                       | Avaliações da crítica  |
| Fonte                                                                       | Avaliação              |
| --------------------------------------------------------------------------- | ---------------------- |
| allmusic                                                                    | [carece de fontes?]    |
| Esta tabela precisa de ser acompanhada por texto em prosa. Consulte o guia. |                        |

## Faixas
1. "Strange Change" - 4:26
2. "Talk to the Future" - 4:44
3. "Pretty in the Morning" - 3:16
4. "Jaded Little Princess" - 2:31
5. "Spinnin'" - 5:09
6. "Rollin Boy Blues" - 3:24
7. "Aint Afraid of Dying" - 3:46
8. "Fool Around" - 5:03
9. "Downtown Toms Medicine #2" - 3:40
10. "Rocks" - 3:18
11. "Fade Out, Wounded Animal" - 12:39

## Banda
- Jim Wilson – Vocals, guitarra
- Marcus Blake – Baixo
- Jason Mackenroth – Bateria